# Partex

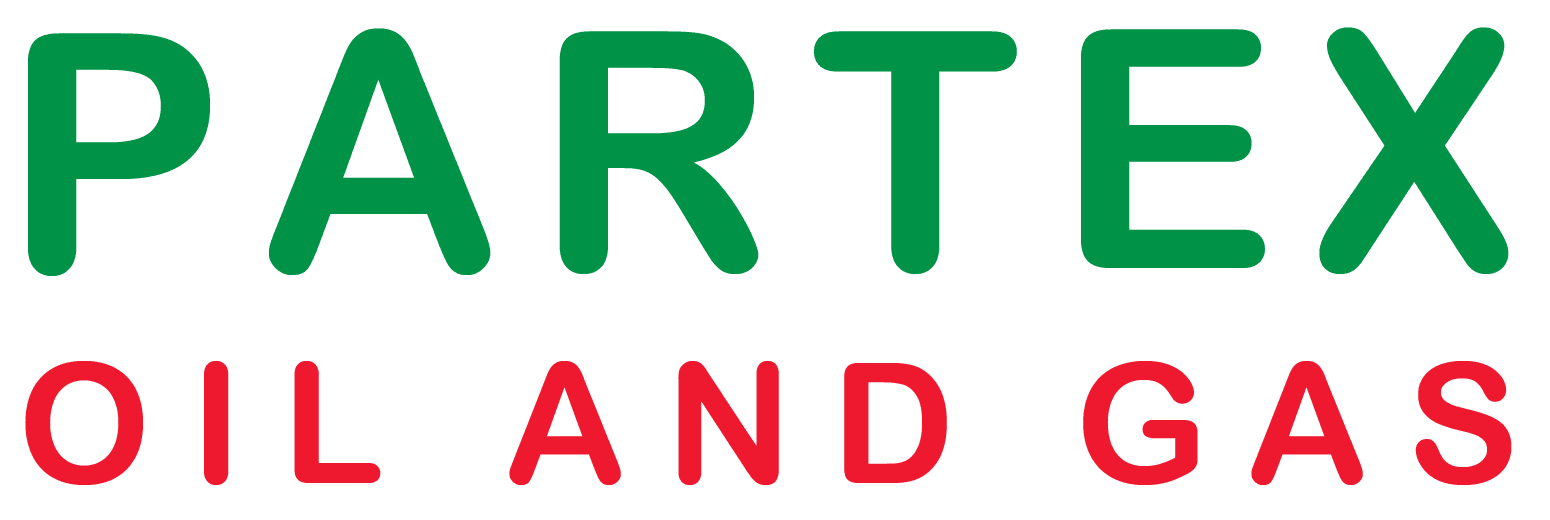
Logótipo da empresa

Partex Oil and Gas (Holdings) Corporation é uma companhia petrolífera que pertence à empresa tailandesa PTTEP. Foi propriedade da Fundação Calouste Gulbenkian, de Lisboa, Portugal até ser vendida em junho de 2019. 

## História
Antes da Primeira Guerra Mundial, Calouste Gulbenkian foi o empresário por detrás da formação da Turkish Petroleum Company, que, depois de muitas vicissitudes, se tornou a Iraque Petroleum Company na qual deteve 5% de participações (como resultado, passou a ser conhecido como o Sr. cinco por cento).  O contrato entre a Royal Dutch Shell, Anglo persa (actual BP), a Compagnie Française des Pétroles (agora Total), Near East Development Company (ExxonMobil) e Calouste Gulbenkian, foi assinado em Julho de 1928.  Ao mesmo tempo, os parceiros se comprometeram a trabalhar juntos no perímetro do antigo Império Otomano - a Linha Vermelha acordo. Este acordo teve uma influência fundamental sobre o desenvolvimento futuro das reservas de petróleo no Médio Oriente e levou diretamente para a Partex Oil and Gas Group's presentes interesses no Emirados Árabes Unidos e ao Sultanato de Omã.
Em 1938, antes do início da Segunda Guerra Mundial, Calouste Gulbenkian incorporada no Panamá uma empresa para assegurar as suas participações na indústria petrolífera.  Foi Participations and Explorations Corporation e da qual veio o nome Partex. 
Calouste Gulbenkian passou os últimos anos da sua vida em Lisboa, Portugal, onde morreu em 1955.  No seu testamento, deixou a sua coleção de arte e as suas acções na indústria petrolífera para a criação de uma fundação, que seria sediada em Lisboa, Portugal - a Fundação Calouste Gulbenkian. 
No Iraque a concessão foi nacionalizada em 1973, mas ainda é muito activa em Abu Dhabi e Oman e diversificada geograficamente para outros países como o Cazaquistão, Argélia e Brasil.
Em fevereiro de 2018, foi anunciado que a Fundação Calouste Gulbenkian iria sair do negócio do petróleo, depois de ter recebido uma oferta de compra da participação na Partex por parte de investidores chineses, tendo no entanto o negócio sido cancelado na sequência da detenção do presidente da empresa chinesa, por irregularidades financeiras. A venda da Partex acabou por ser anunciada em Junho de 2019 a uma empresa pública tailandesa de exploração e produção de petróleo, representando cerca de 622 milhões de dólares, que equivale a 553,3 milhões de euros. Em 4 de Novembro foi anunciado na imprensa a conclusão do processo de venda da Partex à tailandesa PTT Exploration and Production .
A Fundação explica que a venda procura diversificar a sua carteira de aplicações financeiras e que “tem vindo a equacionar a alienação dos investimentos nos combustíveis fósseis (que representaram cerca de 18% dos ativos em 2017), tendo em conta uma nova matriz energética e os seus objetivos em prol da Sustentabilidade, na linha do movimento internacional seguido por outras fundações”. Apesar dos esforços, a carteira de investimentos da Gulbenkian gerou ganhos de 10% em 2018, tendo o seu ativo crescido apenas 1,4% face a 2016.
Em junho de 2019, a Fundação Calouste Gulbenkian assinou um acordo de venda da Partex à PTT Exploration and Production, empresa pública tailandesa de exploração e produção de petróleo, por 555 milhões. O processo de venda ficou concluido em novembro do mesmo ano. 

## Organização
A Partex Oil and Gas Group é basicamente organizado por áreas geográficas e detém participações em concessões e joint ventures montante envolvido em actividades ligadas à indústria petrolífera e do gás natural, a descobrir, a exploração, desenvolvimento, produção e vendas. O grupo está estruturado em sub-holdings, unidades de gestão, concessão de serviço das empresas e as empresas que fornecem para as joint ventures e empresas que operam na qual o Grupo participa em todos os pareceres necessários e financeira, técnica, de gestão de recursos humanos e apoio de que necessitam, em conformidade com a estratégia e as orientações definidas pela Holding.

## Recursos
Partex Oil and Gas tem acesso ao petróleo e gás natural activos com base na percentagem apropriação de recursos estimado para ser produzido em toda a restante vida das concessões em que o grupo participa.  Os recursos de petróleo e gás do grupo no final de 2005 atingiu 215 milhões de barris de óleo equivalente, demonstrando um claro aumento em relação a 2004. 